# Legia Warszawa
Legia Varšava je poljski prvoligaški nogometni klub s sedežem v Varšavi, ki je bil ustanovljen leta 1916. 
Leta 1920 so se poimenovali  Wojskowy Klub Sportowy Warszawa, iz imena je razvidno da gre za vojaški klub. Me letoma 1949 in 1957 se je imenoval CWKS Warszawa, kratica pomeni prevedeno Centralni vojaški klub športa. Pred letom 2014 je bil lastnik kluba konglomerat ITI Group, sedaj pa je v lasti treh Poljakov, ki se ukvarjajo tudi s samim vodenjem. 
Sodi med najboljše poljske nogometne klube. Leta 2016 so osvojili svoj zadnji, že enajsti naslov poljskega državnega prvaka. V vitrini imajo še 18 naslovov pokalnih zmagovalcev in štiri superpokalne. 

## Dosežki
- Državni prvak: (15)

1955, 1956, 1968/69, 1969/70, 1993/94, 1994/95, 2001/02, 2005/06, 2012/13, 2013/14, 2015/16, 2016/17, 2017/18, 2019/20, 2020/21.
- Superpokal: (4 naslovi v sedmih finalih)

1989, 1994, 1997, 2008.
- Pokalni zmagovalec: (20 naslovov in še šestkrat finalist)

1954/55, 1955/56, 1963/64, 1965/66, 1972/73, 1979/80, 1980/81, 1988/89, 1989/90, 1993/94, 1994/95, 1996/97, 2007/08, 2010/11, 2011/12, 2012/13, 2014/15, 2015/16, 2017/18, 2022/23.

## Znani bivši igralci
| - Hugo Alcântara - Henryk Apostel - Ismael Blanco - Bernard Blaut - Artur Boruc - Ariel Borysiuk - Lucjan Brychczy - Andrzej Buncol - Alejandro Cabral - Takesure Chinyama - Lesław Ćmikiewicz - Iñaki Descarga - Kazimierz Deyna - Dariusz Dziekanowski - Łukasz Fabiański - Dong Fangzhuo - Robert Gadocha - Jacek Gmoch - Kazimierz Górski - Władysław Grotyński - Roger Guerreiro - Michal Hubník | - Maciej Iwański - Paweł Janas - Marek Jóźwiak - Jacek Kazimierski - Dejan Kelhar - Marcin Komorowski - Roman Kosecki - Wojciech Kowalczyk - Jerzy Kurowski - Marek Kusto - Cezary Kucharski - Horst Mahseli - Stefan Majewski - Piotr Mowlik - Ján Mucha - Józef Nawrot - Nacho Novo - Moshe Ohayon - Henrik Ojamaa - Moussa Ouattara - Jan Pieszko - Leszek Pisz | - Jerzy Podbrożny - Ernst Pohl - Zbigniew Robakiewicz - Maciej Rybus - Marek Saganowski - Radostin Stanev - Zygmunt Steuermann - Marko Šuler - Stanko Svitlica - Maciej Szczęsny - Wojciech Szczęsny - Edward Szymkowiak - Adam Topolski - Dariusz Wdowczyk - Aleksandar Vuković - Jerzy Jan Woźniak - Łukasz Załuska - Kenneth Zeigbo - Jacek Zieliński - Michał Żewłakow - Janusz Żmijewski |